# Zara (Sivas)
Pour les articles homonymes, voir Zara.
Zara est une ville et un district de la province de Sivas dans la région de l'Anatolie centrale en Turquie.